# Hans Philipp Roeder von Diersburg
Hans Philipp Roeder von Diersburg (* 30. November 1665 in Mainz; † 31. Januar 1709 in Hanau) wurde 1692 zum Hauptmann und Kommandanten der Oberrheinischen Kreis-Kompanie, 1704 zum Kommandanten von Philippsburg und 1706 zum Oberst des Oberrheinischen Kreis-Regiments ernannt.

## Leben

### Herkunft
Dem altadeligen Geschlecht (Uradel der Ortenau) der Roeder von Diersburg entstammend, war Hans Philipp eines von acht Kindern, ein Sohn des Karl Johann Roeder von Diersburg (* 11. September 1626  in Durlach; † 30. Oktober 1685 in Lahr), Herr auf Dreesbach in der Wetterau und gräflich nassau-saarbrückenscher Geheimer Rat zu Idstein, der als solcher 1650 auf dem Nürnberger Exekutionstag den Reichs-Friedens-Rezess unterzeichnete. Später war sein Vater hessen-darmstädtischer Rat, 1668 befand er im Gefolge des Markgrafen von Baden, anschließend wurde er brandenburg-bayreuthischer Hofmarschall und Regierungsrat. Hans Philipps Mutter war Helene Sibylle von Westerhagen (* nach 1626, † nach 1690), Tochter des Hans Albrecht von Westernhagen und der Helene Gruber von Bischelsdorf.

### Wirken
Seine Laufbahn begann Hans Philipp Roeder von Diersburg als Page bei Graf Friedrich Casimir von Hanau 1680–1682. Er erhielt den Rang eines Gräflich Hanauischen Kammerjunkers, darauf gehörte der Junker 1682 bis 1686 zum Hofstaat Pfalzgraf Christians von Birkenfeld. 1686–1688 nahm Roeder von Diersburg im Leibregiment des Markgrafen Friedrich von Baden-Durlach am Großen Türkenkrieg teil. 1688 ist er Fähnrich und Kavalier.

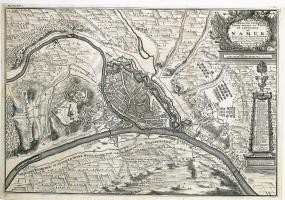
Die Belagerung von Namur im Jahr 1695

Danach nahm er an bedeutenden militärischen Einsätzen im Pfälzischen und im Spanischen Erbfolgekrieg teil: im Belagerungskorps vor Mainz nahm er 1689 als Volontair teil, er war Fähnrich bei der Landgraf Hessen-Hanauischen Feldkompagnie des Oberrheinischen Kreis-Regiments. Im Jahr 1690 wurde Hans Philipp Roeder von Diersburg zum Leutnant befördert, worauf er 1691 beim Feldzug am Oberrhein, Neckar und in der Eifel, und 1692 beim Feldzug in Brabant teilnahm. 1692 zum Hauptmann und Kommandant der Oberrheinischen Kreis-Kompanie ernannt, war Roeder von Diersburg in den Feldzügen 1693 bis 1697 eingesetzt und kämpfte in der Belagerung von Namur. Die Ernennung zum Major erfolgte 1698.
Roeder stand 1701 in den Linien der Reichsarmee bei Speyer, war 1702 bei der Belagerung von Landau beteiligt und 1703 bei der Verteidigung von Kaiserslautern. 1703 erfolgte die Beförderung zum Oberstleutnant, worauf Roeder 1704 die Ernennung zum Kommandanten von Philippsburg erhielt. 1704 war er an den Bühler Linien und bei der Belagerung von Landau, und bei der Überschreitung der Hagenauer Linien 1706. Im gleichen Jahr erhielt Roeder von Diersburg die Ernennung zum Oberst des Oberrheinischen Kreis-Regiments. Am 31. Januar 1709 starb er in Hanau, wo er auch begraben ist.

### Familie
Seit 1698 war Hans Philipp Roeder von Diersburg der elfte Senior (Familienoberhaupt) seines Geschlechts. 1701 verkaufte er das Allodialgut zu Mietersheim.
Roeder von Diersburg heiratete am 27. November 1699 in Hanau Franziska Charlotte Dorothea Seifert von Edelsheim (* 23. August 1678 in Hanau, †  30. April 1722 in Hanau, begraben in der dortigen Marienkirche), eine Tochter des Hanauer Regierungspräsidenten, Freiherr Johann Georg Seifert von Edelsheim, und der Elisabeth geborene von Speckhan. Mit Franziska Charlotte Dorothea von Edelsheim hatte Hans Philipp Roeder drei Kinder: eine Tochter Maria Cordula, landgräflich hessen-homburgische Hofdame, den Sohn Philipp Roeder von Diersburg (* 1707; † 1771), der 15. Senior des Geschlechts Roeder von Diersburg sowie Kaiserlicher Geheimer Rat und Präsident der Ritterschaft wurde, und einen Sohn (* 1708), der bereits kurz nach der Geburt, „in derselben Stunde, als sein Vater beigesetzt wurde“, verstarb.